# Trentepohlia vitrina
Trentepohlia vitrina là một loài ruồi trong họ Limoniidae. Chúng phân bố ở miền Australasia.